# Marta Valčić
Marta Valčić est une ancienne joueuse de volley-ball serbe née le 19 juillet 1984 à Belgrade. Elle mesure 1,72 m et jouait au poste de libero. 

## Clubs
| Club                | De        | À         |
| ------------------- | --------- | --------- |
| Postar 064 Belgrade | 2000-2001 | 2001-2002 |
| AIAS Salonique      | 2002-2003 | 2002-2003 |
| Radnički Beograd    | 2003-2004 | 2003-2004 |
| Postar 064 Belgrade | 2004-2005 | 2005-2006 |
| ŽOK Dinamo          | 2006-2007 | 2006-2007 |
| OK Tent             | 2007-2008 | 2009-2010 |
| Étoile Rouge        | 2010-2011 | 2011-2012 |
| VK Tioumen          | 2012-2013 | 2012-2013 |
| CSM Bucureşti       | 2013-2014 | 2013-2014 |

## Palmarès
- Championnat de Serbie
  - Vainqueur : 2006, 2011, 2012.
- Coupe de Serbie
  - Vainqueur : 2005, 2006, 2011, 2012.